# Os Mutantes
Os Mutantes (en español, "Los Mutantes") es una banda brasileña formada en 1966 por Rita Lee (en voz), Sérgio Dias (guitarra y voces), Arnaldo Baptista (en el bajo, teclado y voces) y Ronaldo Leme, más conocido como "Dinho" (batería).
Aunque durante sus años de actividad fueron poco conocidos fuera de su país, Os Mutantes fueron uno de los grupos más dinámicos, talentosos y radicales de la época psicodélica. La banda innovó en el uso del acople, distorsión y trucos del estudio de todos los tipos.

## Historia

Os Mutantes, 1969.

La banda nació en 1966 en la ciudad de São Paulo, formada por los hermanos Arnaldo Baptista y Sérgio Dias, con la voz de Rita Lee y la batería de Ronaldo Leme, Dinho. Sus primeros dos discos del año 1968 (Os Mutantes y Tropicalia: ou Panis et Circensis) son una muestra del movimiento renovador Tropicalismo (o Tropicalia), que estaba naciendo en Brasil. Su sonido combina la psicodelia con el rock y otros estilos de música popular. Colaboraron con artistas como Gilberto Gil, Caetano Veloso, Tom Zé, Nara Leão y Gal Costa. A principios de los 70, abandonaron el movimiento Tropicalia. En 1971 se sumó oficialmente a la banda el bajista Liminha. 
Durante su época de máxima producción, publicaron cinco discos. En 1972, Rita Lee dejó el grupo para seguir una carrera de solista, y con su partida, la banda empezó a derivar al rock progresivo con su álbum O A e o Z. Arnaldo dejó la banda en 1973 para seguir una carrera como solista, en parte por problemas con los demás integrantes de la banda y por experiencias negativas relacionadas con la LSD. Su salida fue seguida por Dinho y un año después por Liminha. Sérgio Dias, el único miembro de la composición original que quedaba, abandonó la banda en 1978, lo que provocó su disolución. En ese período se publicaron otros tres álbumes, además de dos publicados cuando la banda ya se había disuelto: O A e o Z, grabado en 1973 y publicado en 1992, y Technicolor, grabado en 1970 y publicado el año 2000.

## Influencia
Os Mutantes influyó a una gran cantidad de bandas en Brasil, tales como Pato Fu, Júpiter Maçã y River Raid. Muchas bandas independientes contemporáneas han reconocido públicamente las influencias que han recibido por parte de la banda. El famoso vocalista de Nirvana Kurt Cobain pidió públicamente una reunión del trío en 1993. Cobain había sido “iniciado” en esta música por Pat Smear del grupo punk The Germs, quien resaltó el rol de la influencia de Os Mutantes en la música. Beck por su parte, en su canción Tropicália (de su disco Mutations) rindió tributo a la influencia del grupo. David Byrne, cabeza del grupo Talking Heads, ha prensado y publicitado al grupo por medio de su sello discográfico Luaka Bop. El grupo Of Montreal, por medio de su vocalista Kevin Barnes, ha descrito frecuentemente a Os Mutantes como su máxima influencia musical.

## Reunión y trabajo posterior
Tres de los miembros originales, Arnaldo, Sérgio y Dinho, tocaron nuevamente juntos el 22 de mayo de 2006 en el Barbican Arts Centre de Londres con motivo de una exposición sobre el movimiento Tropicália. Esta exhibición fue seguida por conciertos en Nueva York, Los Ángeles (como teloneros de The Flaming Lips), San Francisco, Seattle, Denver, Chicago y Miami.
En 2007, la banda se presentó como parte del festejo del 453° aniversario de la ciudad de São Paulo, Brasil, por primera vez luego de casi treinta años sin tocar en su país de origen.

## Discografía

### Álbumes
- 1968: Os Mutantes
- 1969: Mutantes
- 1970: A Divina Comédia ou Ando Meio Desligado
- 1971: Jardim Elétrico
- 1972: Mutantes e Seus Cometas no País do Baurets
- 1974: Tudo Foi Feito Pelo Sol
- 1976: Mutantes Ao Vivo
- 1992: O A e o Z (grabado en 1973)
- 2000: Tecnicolor (grabado en 1970)
- 2006: Barbican Theater, Londres 2006
- 2009: Haih or Amortecedor
- 2013: Fool Metal Jack
- 2020: Zzyzx

### Sencillos
- 1966: Suicida/Apocalipse (como O'Seis)
- 1968: É Proibido Proibir/Ambiente de Festival (con Caetano Veloso)
- 1968: A Minha Menina/Adeus Maria Fulô
- 1969: Dois Mil e Um/Dom Quixote
- 1969: Ando Meio Desligado/Não Vá Se Perder Por Aí
- 1971: Top Top/It's Very Nice Pra Xuxu
- 1972: Mande Um Abraço Pra Velha

### Compilaciones
- 1968: Tropicália: ou Panis et Circenses (con Gilberto Gil, Caetano Veloso, Tom Zé, Nara Leão y Gal Costa)
- 1999: Everything is Possible: The Best of Os Mutantes
- 1999: Serie Millenium: Os Mutantes
- 2006: De Volta Ao Planeta Dos Mutantes
- 2006: Tropicália: A Brazilian Revolution in Sound (com Gilberto Gil, Caetano Veloso, Tom Zé, Gal Costa e Jorge Ben)
- 2006: Serie A Arte De: Os Mutantes

### EP
- 1968: A Voz do Morto/Baby/Marcianita/Saudosismo (con Caetano Veloso)
- 1969: Fuga nº II/Adeus, Maria Fulô/Dois Mil e Um/Bat Macumba
- 1970: Hey Boy/Desculpe Babe/Ando Meio Desligado/Preciso Urgentemente Encontrar Um Amigo
- 1976: Cavaleiros Negros/Tudo Bem/Balada do Amigo

### Sitios oficiales
- Sitio oficial de la banda (en portugués).
- Arnaldo Baptista (en portugués).
- Rita Lee Archivado el 20 de febrero de 2009 en Wayback Machine. (en portugués).
- Sérgio Dias (en portugués).
- Cláudio César Dias Baptista (en portugués).
- Zélia Duncan (en portugués).

### Otros sitios
- Acerca del rock brasileño
- Noticia acerca de la reunión de la banda
- Letras de las canciones de Os Mutantes
- Nuevo álbum Haith or Amortecedor de Os Mutantes

- Datos: Q1325248
- Multimedia: Os Mutantes / Q1325248